# Project M (jeu vidéo)
Pour les articles homonymes, voir Project M.
Project M est un mod compétitif et casual du jeu vidéo de combat Super Smash Bros. Brawl, dont la première version est sortie le 7 février 2011. Le développement de Project M est interrompu par ses développeurs en 2016. 

## Origine
À la sortie de Melee, une scène compétitive se met en place, sur le modèle de celle de Super Smash Bros.. C'est une évolution que Nintendo n'apprécie pas, souhaitant sortir un jeu familial, et le studio altère grandement le gameplay originel dans sa nouvelle version. L'objectif assumé est de rendre le jeu plus accessible au grand public en le rendant plus souple et plus facile à prendre en main, ainsi qu'en y insérant des éléments aléatoires qui rendent le jeu peu adapté à la compétition.
L'objectif de l'équipe de développement de Project M (PMDT pour Project M Development Team, à l'origine Project M Back Room) est de reprendre Brawl pour le rapprocher du type de jeu de ses deux prédécesseurs, et en particulier de Melee. Project M va plus loin en ajoutant des personnages de Melee qui n'ont pas été représentés dans Brawl, Mewtwo et Roy. Les mécaniques modifiées sont en particulier que les personnages se déplacent et attaquent plus rapidement, ce qui favorise un style de jeu plus agressif.

## Développement
Le développement du jeu commence début 2010. L'idée d'origine est de reprendre le personnage de Falco Lombardi pour le rapprocher de son jeu dans Melee et le projet gagne rapidement en amplitude pour devenir une véritable refonte de Brawl. La première démo jouable du jeu est annoncée le 15 janvier 2011. Une version alpha du jeu est mise en libre accès au tournoi Pound 5, et contient 14 des personnages de Brawl, ainsi que des nouvelles plates-formes que Brawl n'incluait pas. Le 7 février 2011, Project M sort sa première version officielle, prenant en compte les retours de la communauté sur cette première expérience de jeu.
En mars 2011, l'équipe PMDT lance la deuxième version du jeu, qui ajoute 11 personnages jouables. Le jeu est mis en accès libre au tournoi Genesis 2. Le 15 avril 2012, des nouvelles plates-formes et des nouvelles mécaniques de jeu sont ajoutées. Cette version contient des bugs, rapidement réparés dans la version 2.1. Le 10 septembre 2012, une version 2.5 est annoncée : elle contient un meilleur équilibrage et des améliorations esthétiques. Cette version sort le 28 décembre 2012.
Les développeurs ajoutent un "moteur de clonage" au jeu, qui leur permet entre autres de cloner Marth pour créer Roy, un personnage présent uniquement dans Melee jusque-là. Ils créent également Mewtwo en modifiant lourdement un clone de Lucario. Les développeurs ajoutent qu'ils ne créeront pas de personnages exclusifs à Super Smash Bros. for Nintendo 3DS and Wii U pour éviter  de recevoir une mise en demeure de Nintendo. La nouvelle version de Project M sort le 9 décembre 2013, et contient 41 personnages, plus que n'importe quel jeu officiel de la franchise à l'époque. Le développeur senior Corey Archer affirme qu'il considèrera sûrement Project M comme complet dans une mise à jour, et propose que cette nouvelle version contienne des nouveaux personnages.
La version 3.5 du jeu sort le 14 novembre 2014. Elle redéfinit l'interface utilisateur, ajoute des nouvelles plates-formes et des nouveaux costumes, des nouvelles musiques, reprend le design du jeu Super Smash Bros. original en haute définition, et sort deux nouveaux modes, le mode de débogage et l'"All-Star Versus" qui permet aux joueurs de changer de personnage à chaque vie perdue. Le 23 juin 2016, la version 3.6 sort en beta publique. Elle ajoute des costumes et des plates-formes, des musiques, un nouveau commentateur dans le jeu, et la possibilité pour les joueurs de choisir une version modifiée ou non de la plate-forme sur laquelle ils jouent. La version 3.6 sort dans son état définitif le 16 août 2016 et inclut une plate-forme Wario Land, plus de musique, un commentateur différent de celui de la beta, et plusieurs réglages d'erreurs de la beta.
Le développement continue jusqu'à l'interruption du développement le premier décembre 2015. L'équipe de développement annonce arrêter immédiatement tout développement de Project M et qu'elle travaillera sur un nouveau projet. L'équipe dément la rumeur qui affirme que cet arrêt précipité fait suite à des menaces de Nintendo. D'après l'avocat de l'équipe, Ryan Morrison, la décision ne suit pas une mise en demeure ou une quelconque action légale de Nintendo. Un membre de l'équipe affirme cependant que l'interruption du développement de Project M vise à éviter des problèmes légaux futurs,.

## Système de jeu
Super Smash Bros. Brawl, le jeu que Project M modifie, est un jeu de combat. Les joueurs s'y affrontent dans des arènes de taille et de complexité variées et contrôlent des personnages qui se jouent de façon tout aussi variée. Ils peuvent s'attaquer avec des attaques basiques ou des mouvements spéciaux. Les attaques peuvent être évitées en sautant ou en utilisant un bouclier éphémère. Contrairement à la plupart des jeux de combat, Brawl n'inclut pas de barre de vie, mais un compteur de pourcentages : le personnage sera envoyé plus loin si son pourcentage de dégâts est plus élevé. Une vie est perdue quand le joueur est envoyé hors de l'écran de jeu.
Le joueur peut attraper des objets pour le soigner ou pour augmenter ses dégâts. Cette mécanique n'est pas utilisée en compétition.
Dans Super Smash Bros. Melee, le prédécesseur de Brawl dans la franchise Super Smash Bros., on retrouve le même système de jeu avec quelques différences fondamentales pour le déplacement et dans l'équilibrage des personnages. Project M a été conçu pour incorporer des éléments de Melee tout en restant distinct de ce jeu. L'intérêt principal de Melee par rapport à Brawl est la rapidité du jeu, les mouvements sans élément aléatoire et une certaine prévalence de l'attaque sur la défense. 
Le jeu peut être téléchargé sur le site officiel de Project M puis être mis sur une carte SD. Les joueurs possédant une Wii en NTSC peuvent installer le jeu sans y apporter de modifications. Cependant, il n'existe pas de version PAL de Project M : les joueurs qui voudraient y jouer dans les régions PAL doivent donc d'abord pirater une version NTSC de Brawl.

## Réception
L'équipe PMDT affirme que la démo 2.0 a été téléchargée 46 000 fois le 23 mai 2012 et 100 000 fois le 9 décembre 2013. Le 15 novembre 2014, Project M version 3.2 atteint 920 000 téléchargements. La version 3.5 est téléchargée plus de 615 809 fois le 25 juillet 2015 et la version 3.6 beta plus de 106 791 fois à la même date. Project M a été joué à plusieurs tournois internationaux de Super Smash Bros., entre autres la série des Zenith et la série The Big House.
En 2013, Project M est représenté à un événement sur invitation à l'Apex. Ce tournoi a encore lieu l'année suivante, mais Project M n'est plus représenté à l'Apex 2015 à la suite du sponsoring du tournoi par Nintendo. En 2014, Project M compte plus d'inscrits que Brawl, le jeu sur lequel il se base, à l'Apex. Même après l'arrêt du développement en 2015, le jeu continue à être représenté à des tournois internationaux, et leur nombre de participants ne semble pas baisser.
Le jeu reçoit une couverture positive dans la presse. Ryan Rigney, de Wired, l'appelle "la meilleure itération de Super Smash Bros." et affirme qu'il parvient à transformer Brawl en un jeu adapté à la compétition. Patricia Hernandez, de Kotaku, l'appelle « le meilleur mod de Smash Bros ». et affirme qu'il change tellement le jeu qu'il évoque plutôt un nouvel opus de la franchise que Brawl. Jordan Devore, de Destructoid, le qualifie de meilleur mod qu'il ait vu de sa vie. Zach Betka, de GamesRadar, qualifie le jeu de "beau" et se dit ravi de la présence de "bien des éditions qui feront couiner tout bon fan de Smash".

## Difficulté légales
Project M est une modification d'un jeu de Nintendo, créée sans but lucratif mais sans autorisation de l'entreprise mère. Nintendo n'a jamais lancé d'action légale publique contre la PMDT, mais dès 2014, l'entreprise cherche activement à interdire la présence de Project M dans les grands tournois internationaux via du sponsoring. Par exemple, lorsque Nintendo sponsorise l'Apex 2015 ou le Genesis 3, une contrepartie assumée est le retrait de l'épreuve de ces événements. Une des plus grosses chaînes dédiées à Super Smash Bros., VGBootCamp, a retiré toutes ses anciennes vidéos du jeu sur sa chaîne YouTube également pour éviter des problèmes légaux.
En août 2016, la plate-forme de streaming Twitch retire Project M de sa liste de jeux à diffuser, un obstacle non négligeable à la popularité du jeu. De plus, des joueurs et streamers rapportent que le simple fait de soutenir ou de diffuser du Project M peut faire perdre son statut de partenaire à une chaîne Twitch, ce qui réduirait leurs gains financiers à néant. Le jeu est généralement streamé sur la plate-forme concurrente Hitbox TV.
Mentionner Project M ou même uniquement son abréviation "PM" sur le forum internet Miiverse de Nintendo résulte en un bannissement automatique pour "contenu criminel".